# 恰西夫亚尔市镇
恰西夫亚尔市级市镇（羅馬化：Chasoviarska miska hromada）是乌克兰顿涅茨克州巴赫穆特区的一个市镇，行政中心为恰西夫亚尔。市镇面积为65.3平方公里，2023年人口数量为13,200人。

## 居民点
该市镇包括4个居民点：一个城市（恰西夫亚尔）、一个镇（卡利尼夫卡）和两个村庄（波赫丹尼夫卡、赫里霍里夫卡）。